# 내겐 너무 가벼운 그녀
《내겐 너무 가벼운 그녀》(영어: Shallow Hal)는 2001년 미국에서 제작된 피터 패럴리와 보비 패럴리 감독의 판타지 로맨틱 코미디 영화이다. 잭 블랙, 귀네스 팰트로 등이 출연하였다.

## 출연진
- 잭 블랙 - 해럴드 “핼” 라슨 역
- 귀네스 팰트로 - 로즈메리 “로지” 섀너핸 역
- 제이슨 알렉산더 - 모리시오 윌슨 역
- 러네이 커비 - 월트 역
- 조 비터렐리 - 스티브 섀너핸 역: 로즈메리 아빠.
- 질 크리스틴 피츠제럴드 - 섀너핸 부인 역
- 수전 워드 - 질 역
- 젠 게스너 - 랠프 역
- 조슈아 리보이 신타니 - 리보이 역
- 낸 마틴 - 타니아 간호사 역
- 브룩 번스 - 카트리나 역
- 카일 개스 - 아티 역
- 로라 카이틀링거 - 젠 역
- 앤서니 로빈스 - 토니 로빈스(본인) 역
- 브루스 맥길 - 라슨 목사 역
- 몰리 섀넌 - 라슨 부인 역
- 사이이드 바드리야 - 사이이드 의사 역
- 롭 모런 - 티퍼니 역
- 에린 바틀릿 - 벨라 역

## 기타 제작진
- 공동 제작: 마크 S. 피셔, 마크 샤펀티어
- 협력 제작: 크리스토퍼 W. 마이어, 세라 S. 로페즈
- 배역: 릭 몽고메리
- 미술: 시드니 J. 바살러뮤 주니어
- 의상: 패멀라 위더스
- 음악 감독: 톰 울프, 마니시 라발

## 우리말 녹음
MBC 성우진
- 최한 - 핼(잭 블랙)
- 방성준 - 모리시오(제이슨 알렉산더)
- 김서영 - 로즈메리(귀네스 팰트로)
- 송준석 - 토니(앤서니 로빈스)
- 최수진 - 타니아(낸 마틴)
- 양희문 - 월트(러네이 커비)
- 김지영 - 카트리나(브룩 번스)
- 이종혁 - 로즈메리 아빠(조 비터렐리)
- 엄현정 - 로즈메리 엄마(질 크리스틴 피츠제럴드)
- 이상범 - 리보이(조슈아 리보이 신타니)
- 정재헌 - 랠프(젠 게스너)
- 한경화 - 샐리(켈리 맥로리)
- 유상우 - 젠(로라 카이틀링거)